# Exephanes tauricus
Exephanes tauricus là một loài tò vò trong họ Ichneumonidae.